# Emerita
Az Emerita latin eredetű női név, jelentése: érdemes, derék.

## Gyakorisága
Az 1990-es években szórványos név, a 2000-es években nem szerepel a 100 leggyakoribb női név között.

## Névnapok
- szeptember 14.[1]
- szeptember 22.[1]
- december 4.[1]